# Mibambwe III Mutabazi II Sentabyo
Mibambwe III Mutabazi II Sentabyo, també conegut com a Mhwerazikamwa, (regnat 1741 – 1746) va ser el Mwami del regne de Ruanda durant el segle xviii. va succeir Kigeli III Ndabarasa. El començament del seu regnat fou marcat per un eclipsi.